# Castro Street
Castro Street è un cortometraggio del 1966 diretto da Bruce Baillie. Nel 1992 è stato scelto per la conservazione nel National Film Registry della Biblioteca del Congresso degli Stati Uniti.

## Produzione
La pellicola è girata in modo ambiguo, tale da non far capire dove si svolge, né chi ne fa parte. Il cortometraggio si svolge in una raffineria di olio a Richmond in California, e questo spiega, anche con un tocco documentaristico, i vari lavori, tubature, vagoni del treno, grosse taniche, tutto questo per ricreare probabilmente una giornata tipo nella raffineria.